# هاري س. اغبرت
هاري س. اغبرت (بالإنجليزية: Harry C. Egbert)‏ هو عسكري أمريكي، ولد في 3 يناير 1839 في فيلادلفيا في الولايات المتحدة، وتوفي في 26 مارس 1899 في فالنزويلا في الفلبين بسبب معركة.